# Élections européennes de 2024 en Allemagne
Pour un article plus général, voir Élections européennes de 2024.
Les élections européennes de 2024 en Allemagne se déroulent le 9 juin 2024 afin d'élire les 96 députés représentants l'Allemagne durant la dixième législature du Parlement européen.

## Mode de scrutin
Les députés européens allemands sont élus au scrutin proportionnel de liste, mais contrairement aux élections pour le Bundestag, les électeurs ne disposent que d'une seule voix. En 2022, le gouvernement fédéral allemand a décidé d'introduire un seuil de 2 %, mais celui-ci ne s'appliquera pas encore aux élections de 2024. Pour les élections européennes de 2024, comme pour celles de 2019, il n'y a pas de seuil électoral, ce qui permet à des petites listes d'élire des députés. En 2019, le seuil de facto pour un siège était d'environ 0,7 % des voix.
Lors de ces élections, peut voter tout citoyen européen résidant en Allemagne et ayant 16 ans ou plus, le jour de l'élection. Les citoyens allemands vivant dans d'autres pays de l'Union européenne, tout comme les ressortissants de pays-membres vivant en Allemagne, doivent décider s'ils votent dans leur pays d'origine ou dans leur pays de résidence.

## Contexte
Au niveau européen, Ursula Von Der Leyen a présidé la Commission européenne pendant 5 ans. Son mandat a été marqué par la pandémie de Covid-19, qui a été suivi par l'achat en commun de vaccin et la mise en place d'un plan de relance européen commun. Il a aussi été marqué par l'invasion russe de l'Ukraine, qui a eu pour conséquence dans l'Union européenne une montée des prix de l'énergie, un retour de l'inflation et une volonté de renforcer les moyens de défense de l'Europe. L'Ukraine s'est vu octroyée le statut de pays candidat à l'Union européenne.
Alors que les élections européennes de 2019 avaient été précédées par le mouvement des jeunes pour le climat et avaient vues un bon score des formations écologistes, le mandat d'Ursula Von der Leyen a aussi été marqué par la mise en place du Pacte Vert (Green Deal), porté par le Vice-président de la Commission européenne Frans Timmermans. Ce pacte vert a été fortement critiqué à partir de 2023, notamment par les syndicats agricoles.
En Allemagne, les élections européennes de 2024 sont les premières élections depuis les élections fédérales allemandes de 2021 qui s'étaient traduites par le départ du pouvoir d'Angela Merkel, la défaite de son parti la CDU et la mise en place d'une coalition tripartite « en feu tricolore » entre les sociaux-démocrates, les verts et les libéraux et menée par Olaf Scholz.
Les mois précédant les élections ont été marqués par une montée dans les sondages du parti d'extrême droite Alternative pour l'Allemagne (AfD). D'importantes manifestations contre l'extrême droite ont eu lieu en Allemagne.
Au cours de la dernière semaine d'avril 2024, des militants des Verts, de Volt et du Parti de gauche ont été attaqués et parfois blessés alors qu'ils collaient des affiches. Le 3 mai 2024, le député européen social-démocrate Matthias Ecke a été agressé alors qu'il collait des affiches pour les élections européennes de 2024 à Dresde.

## Campagne

### Partis et candidats
Les partis politiques et autres associations politiques peuvent présenter des listes pour les élections européennes.
| Parti | Parti                                                      | Parti européen | Groupe au Parlement européen | Résultat en 2019 | Têtes de liste                    |
| ----- | ---------------------------------------------------------- | -------------- | ---------------------------- | ---------------- | --------------------------------- |
|       | Union démocrate chétienne (CDU/CSU)                        | PPE            | PPE                          | 28.9%            | Manfred Weber                     |
|       | Alliance 90 / Les Verts                                    | PVE            | Verts-ALE                    | 20.5%            | Terry Reintke, Sergey Lagodinsky  |
|       | Parti social démocrate (SPD)                               | PSE            | S&D                          | 15.8%            | Katarina Barley                   |
|       | Alternative pour l'Allemagne (AfD)                         | –              | Non inscrits                 | 11.0%            | Maximilian Krah                   |
|       | La Gauche                                                  | PGE            | La Gauche                    | 5.5%             | Martin Schirdewan, Carola Rackete |
|       | Parti libéral démocrate (FDP)                              | ALDE           | Renew                        | 5.4%             | Marie-Agnes Strack-Zimmermann     |
|       | Die PARTEI                                                 | –              | Non inscrits                 | 2.4%             | Martin Sonneborn, Sibylle Berg    |
|       | Les Électeurs libres (FW)                                  | PDE            | Renew                        | 2.2%             | Christine Singer                  |
|       | Parti de protection des animaux                            | –              | –                            | 1,4 %            | Sebastian Everding                |
|       | ÖDP                                                        | –              | Verts-ALE                    | 1.0%             | Manuela Ripa                      |
|       | Parti des familles d'Allemagne                             | ECPM           | PPE                          | 0.7%             | Helmut Geuking                    |
|       | Volt                                                       | Volt           | Verts-ALE                    | 0.7%             | Damian Boeselager, Nela Riehl     |
|       | Pirates                                                    | PPEU           | Verts-ALE                    | 0.7%             | Anja Hirschel                     |
|       | MERA25 – Gemeinsam für Europäische Unabhängigkeit          | DiEM25         | —                            | 0,3 %            | Karin De Rigo                     |
|       | Die Heimat                                                 | APF            | —                            | 0,3 %            | Udo Voigt                         |
|       | Aktion Partei für Tierschutz                               | —              | —                            | 0,3 %            | Cornelia Keisel                   |
|       | Partei für schulmedizinische Verjüngungsforschung          | —              | —                            | 0,2 %            | Felix Werth                       |
|       | Bündnis für Innovation & Gerechtigkeit                     | FPP            | —                            | 0,2 %            | Haluk Yildiz                      |
|       | Alliance C - Chrétiens pour l'Allemagne                    | ECPM           | —                            | 0,2 %            | Karin Heepen                      |
|       | Parti des humanistes                                       | —              | —                            | 0,2 %            | Sascha Boelcke                    |
|       | Menschliche Welt                                           | —              | —                            | 0,1 %            | Dominik Laur                      |
|       | Deutsche Kommunistische Partei                             | —              | —                            | 0,1 %            | Patrik Köbele                     |
|       | Marxistisch-Leninistische Partei Deutschlands              | —              | —                            | 0,0 %            | Monika Gärtner-Engel              |
|       | Sozialistische Gleichheitspartei, Vierte Internationale    | —              | —                            | 0,0 %            | Christoph Vandreier               |
|       | Alliance Sahra Wagenknecht - Pour la raison et la justice  | —              | —                            | —                | Fabio De Masi                     |
|       | Parti du progrès                                           | —              | —                            | —                | Lukas Sieper                      |
|       | Aktion Bürger für Gerechtigkeit                            | —              | —                            | —                | Loreen Bermuske                   |
|       | Basisdemokratische Partei Deutschland                      | —              | —                            | —                | Isabel Graumann                   |
|       | Alliance Allemagne                                         | –              | ECR                          | –                | Lars Patrick Berg                 |
|       | Demokratische Allianz für Vielfalt und Aufbruch            | —              | —                            | —                | Fatih Zingal                      |
|       | Klimaliste Deutschland                                     | —              | —                            | —                | Verena Hofmann                    |
|       | Parlament aufmischen – Stimme der Letzten Generation       | —              | —                            | —                | Lina Johnsen                      |
|       | Partei der Vernunft                                        | EPIL           | —                            | —                | Dirk Hesse                        |
|       | V-Partei³ – Partei für Veränderung, Vegetarier und Veganer | —              | —                            | —                | Simon Klopstock                   |

## Résultats
| Parti ou coalition       | Parti ou coalition                                                                           | Voix                           | %                | +/-                | Sièges  | +/-                                           | Groupe    | Groupe |
| ------------------------ | -------------------------------------------------------------------------------------------- | ------------------------------ | ---------------- | ------------------ | ------- | --------------------------------------------- | --------- | ------ |

de Élections européennes de 2024 en Allemagne

|                          | Union CDU/CSU - Union chrétienne-démocrate d'Allemagne - Union chrétienne-sociale en Bavière | 11 949 117 9 435 636 2 513 481 | 30,02 23,70 6,32 | 1,15 · 1,13 · 0,02 | 29 23 6 | en stagnation · en stagnation · en stagnation | PPE       |        |
|                          | Alternative pour l'Allemagne (AfD)                                                           | 6 325 890                      | 15,89            | 4,92               | 15      | 4                                             | ENS NI    |        |
|                          | Parti social-démocrate d'Allemagne (SPD)                                                     | 5 551 545                      | 13,94            | 1,88               | 14      | 2                                             | S&D       |        |
|                          | Alliance 90 / Les Verts (Grünen)                                                             | 4 738 227                      | 11,90            | 8,63               | 12      | 9                                             | Verts/ALE |        |
|                          | Alliance Sahra Wagenknecht - Pour la raison et la justice (BSW)                              | 2 456 460                      | 6,17             | Nv.                | 6       | 6                                             | NI        |        |
|                          | Parti libéral-démocrate (FDP)                                                                | 2 061 334                      | 5,18             | 0,24               | 5       | en stagnation                                 | RE        |        |
|                          | Die Linke                                                                                    | 1 091 586                      | 2,74             | 2,76               | 3       | 2                                             | GUE/NGL   |        |
|                          | Électeurs libres (FW)                                                                        | 1 062 437                      | 2,67             | 0,51               | 3       | 1                                             | RE        |        |
|                          | Volt                                                                                         | 1 023 681                      | 2,57             | 1,9                | 3       | 2                                             | Verts/ALE |        |
|                          | Die PARTEI                                                                                   | 775 636                        | 1,95             | 0,45               | 2       | en stagnation                                 | NI        |        |
|                          | Parti de protection des animaux (Tiersch.)                                                   | 570 777                        | 1,43             | 0,02               | 1       | en stagnation                                 | GUE/NGL   |        |
|                          | Parti écologiste-démocrate (ÖDP)                                                             | 257 975                        | 0,65             | 0,34               | 1       | en stagnation                                 | PPE       |        |
|                          | Parti des familles d'Allemagne (FAM)                                                         | 244 030                        | 0,61             | 0,12               | 1       | en stagnation                                 | PPE       |        |
|                          | Parti du progrès                                                                             | 228 148                        | 0,57             | Nv.                | 1       | 1                                             | NI        |        |
|                          | Parti des pirates (Piraten)                                                                  | 186 683                        | 0,47             | 0,18               | 0       | 1                                             |           |        |
|                          | Autres partis                                                                                | 1 286 963                      | 3,23             | -                  | 0       | en stagnation                                 |           |        |
|                          |                                                                                              |                                |                  |                    |         |                                               |           |        |
| Votes valides            | Votes valides                                                                                | 39 810 489                     | 99,24            |                    |         |                                               |           |        |
| Votes blancs et nuls     | Votes blancs et nuls                                                                         | 304 450                        | 0,76             |                    |         |                                               |           |        |
| Total                    | Total                                                                                        | 40 114 939                     | 100              | -                  | 96      | en stagnation                                 | -         |        |
| Abstentions              | Abstentions                                                                                  | 21 848 081                     | 35,26            |                    |         |                                               |           |        |
| Inscrits / Participation | Inscrits / Participation                                                                     | 61 963 020                     | 64,74            |                    |         |                                               |           |        |

CDU/CSU vote
AfD vote
SPD vote
Die Grünen vote
BSW vote
FDP vote
Die Linke vote
Freie Wähler vote
Volt vote
Die PARTEI vote
Tierschutzpartei vote
ÖDP vote

## Analyse
Les élections voient la victoire de la CDU avec près de 30,0 % des voix. L’Alternative pour l’Allemagne arrive seconde avec 15,9 % des voix suivi par le Parti social-démocrate d'Allemagne. La coalition au pouvoir d'Olaf Scholz connaît ainsi une « sévère défaite » arrivant troisième après la CDU et l’AFD. Le Parti social-démocrate enregistre le plus mauvais score de son histoire, avec 13,9 % des voix. Les médias soulignent également la « véritable bérézina » de l’Alliance 90/Les Verts qui tombe à 11,9 % des voix et qui semble pénalisée par l'impopularité de la loi sur le chauffage présentée en 2023 par le ministre de l'Economie et du Climat, Robert Habeck, et la suppression progressive de certaines aides aux agriculteurs, Pour le magazine Focus, le parti qui se voulait un parti de gouvernement s'est lui-même marginalisé aux yeux de la plupart des électeurs en défendant des questions sociopolitiques de niche avec une « politique trans » et s’est éloigné de la population avec une « politique migratoire agressive ».
Die Linke obtient seulement 2,7 % des voix, devancée par Alliance Sahra Wagenknecht - Pour la raison et la justice, parti conservateur de gauche qui a fait scission de Die Linke en janvier 2024, qui atteint 6,2 %.

## Différences régionales
| Länder                   | Union  | AfD    | SPD    | Grünen | BSW    | FDP   | Linke | Autres |
| ------------------------ | ------ | ------ | ------ | ------ | ------ | ----- | ----- | ------ |
| Länder                   |        |        |        |        |        |       |       |        |
| Anciens Länder (ex-RFA)  | 32,1 % | 13,0 % | 15,0 % | 13,2 % | 4,4 %  | 5,7 % | 2,2 % | 13,8 % |
| Nouveaux Länder (ex-RDA) | 20,1 % | 28,7 % | 9,3 %  | 6,3 %  | 14,0 % | 2,6 % | 5,3 % | 13,7 % |
| Allemagne                | 30,0 % | 15,9 % | 13,9 % | 11,9 % | 6,2 %  | 5,2 % | 2,7 % | 14,1 % |